# Craig Robinson
Craig Phillip Robinson, född 25 oktober 1971 i Chicago, är en amerikansk skådespelare, komiker, musiker och sångare. Han är bland annat känd för rollen som Darryl Philbin i TV-serien The Office och har även medverkat i filmer som Pineapple Express (2008) och This Is the End (2013).

## Uppväxt
Robinson föddes i Chicago, Illinois, till en musiklärare som mor och en företagsadvokat som far. Han växte upp på den södra sidan av Chicago, och uppfostrades inom metodism. Han gick på Whitney M. Young Magnet High School. Han tog sen sin grundexamen från Illinois State University 1994, och hans högre examen från Saint Xavier University. Han var också en musiklärare på Horace Mann Elementary School.

## Karriär

### Skådespel och komedi
Robinson började göra stand-up och ta lektioner i improvisation och uppträda på The Second City i Chicago. Från 2005 spelade han Darryl Philbin i den amerikanska versionen av The Office, och befordrades till en huvudroll i den fjärde säsongen. Han har dykt upp i många andra TV-program, bland andra Arrested Development, Vänner och Reno 911!. Han dök upp i en musikvideo för Red Hot Chili Peppers låt "Hump de Bump". Han var också värd för den sjunde säsongen av Last Comic Standing. Han hade rösten till Cookie i Shrek - Nu och för alltid och spelade Reg Mackworthy i HBO:s succéserie Eastbound & Down. 

### Musik
I ett antal år hade Robinson och komikern Jerry Minor en komediakt, där de framförde som en musikalisk duo L. Witherspoon & Chucky, med Minor på sång som L. Witherspoon och Robinson på keyboard och bakgrundssång som Chucky. De utförde akten i bland annat flera komediprogram på Comedy Central, Real Time with Bill Maher och Jimmy Kimmel Live!. Han spelar då och då med sitt band, The Nasty Delicious, tillsammans med sin bror Chris Rob. De var med som sitt band i ett avsnitt av The Office och i säsongsfinalen av den sjunde säsongen av Last Comic Standing. Han har också uppträtt i karaktär i flera avsnitt av The Office, och var med på Hot Tub Time Machines soundtrack, där han sjunger "Jessie's Girl" och "Let's Get It Started". Han var också med i filmen Miss March, där han spelade rollen som rapparen Phil, även känd som Horsedick.MPEG. Robinson producerade också två låtar från filmen. 

## Privatliv
Robinson är ett fan av Chicago White Sox och Chicago Bears, och har medverkat med kollegan från NBC, skådespelaren och komikern Nick Offerman, i en rad reklamfilmer för New Era Cap Company. Han arresterades den 29 juni 2008 i Culver City, på grund av innehav av metamfetamin och MDMA, och för att han var påverkad av kokain under ett rutintrafikstopp.

## Filmografi (i urval)

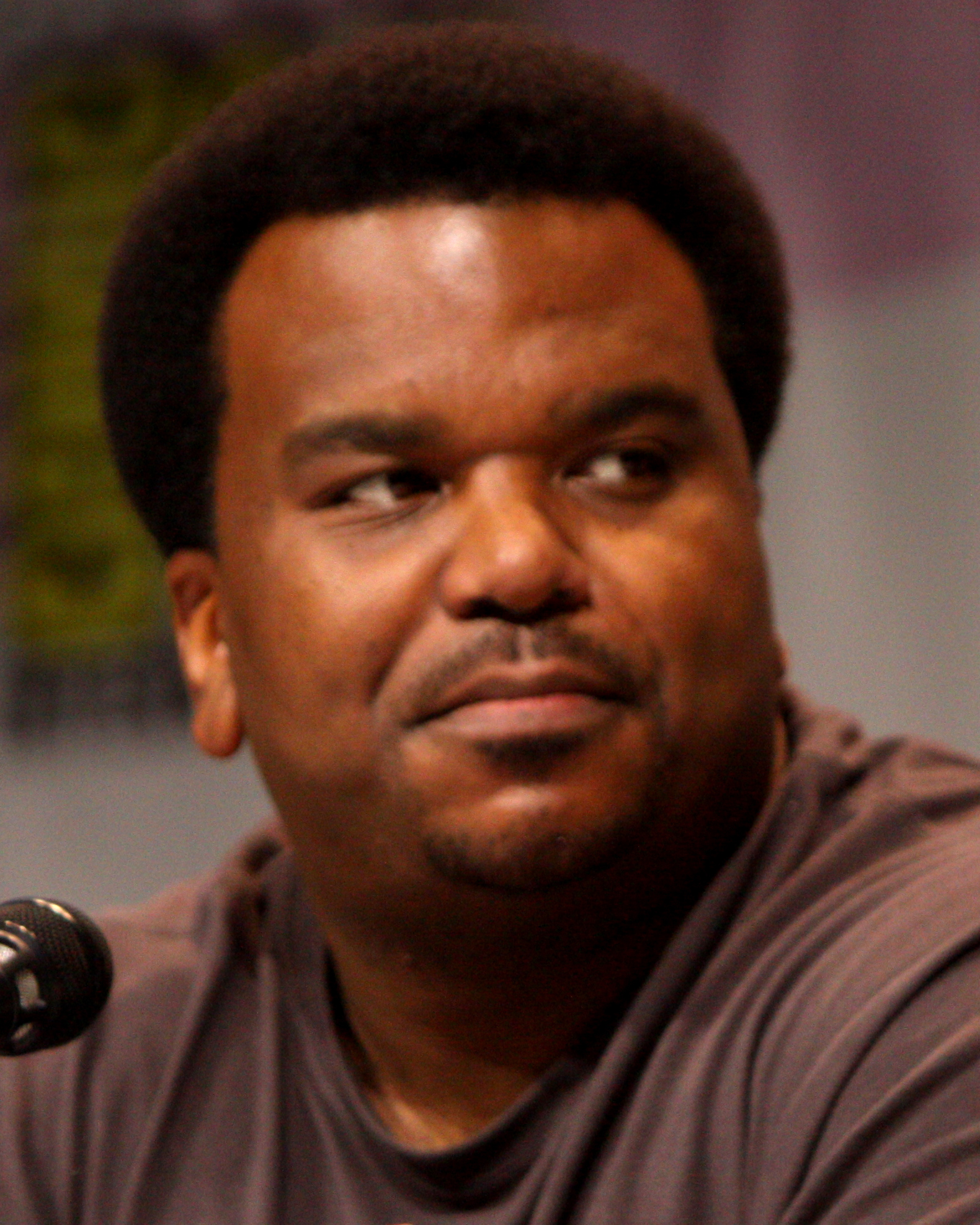
Craig Robinson 2013

### Filmer
| År   | Titel                           | Roll                   | Notering |
| ---- | ------------------------------- | ---------------------- | -------- |
| 2001 | AppleJax and YoYo               | YoYo                   | Kortfilm |
| 2005 | Year of the Scapegoat           | Pappy Labourgeneaux    | Kortfilm |
| 2007 | D-War                           | Bruce                  |          |
| 2007 | Daddy's Little Girls            | Byron                  |          |
| 2007 | På smällen                      | Dörrvakt               |          |
| 2007 | Walk Hard: The Dewey Cox Story  | Bobby Shad             |          |
| 2008 | Pineapple Express               | Matheson               |          |
| 2008 | Zack and Miri Make a Porno      | Delaney                |          |
| 2008 | Prop 8: The Musical             | Pastor                 |          |
| 2008 | The Frequency of Claire         | Q-pid                  |          |
| 2009 | Fanboys                         | Skywalker Ranch-vakt   |          |
| 2009 | Miss March                      | Phil (Horsedick.MPEG)  |          |
| 2009 | Memphis Calling                 | Memphis                |          |
| 2009 | Natt på museet 2                | Tuskegee airman        |          |
| 2009 | The Goods: Live Hard, Sell Hard | DJ Request             |          |
| 2009 | Post Grad                       | Begravningsentreprenör |          |
| 2010 | Father of Invention             | Jerry                  |          |
| 2010 | Shrek - Nu och för alltid       | Cookie                 | Röst     |
| 2010 | Hot Tub Time Machine            | Nick                   |          |
| 2013 | Escape from Planet Earth        | Doc                    | Röst     |
| 2013 | Peeples                         | Wade                   |          |
| 2013 | This Is the End                 | Sig själv              |          |
| 2013 | Percy Jackson och monsterhavet  | George                 |          |
| 2013 | Rapture-Palooza                 | Antikrist              |          |
| 2014 | Get On Up                       | Maceo Parker           |          |
|      | Hot Tub Time Machine 2          |                        |          |
| 2016 | Sausage Party                   |                        | Röst     |
| 2020 | Dolittle                        | Kevin                  | Röst     |

### Television
| År        | Titel                   | Roll                             | Notering                                  |
| --------- | ----------------------- | -------------------------------- | ----------------------------------------- |
| 2002      | Play'd: A Hip Hop Story | Cole                             | TV-film                                   |
| 2003      | Lucky                   | Mutha Rhodes                     | 13 avsnitt                                |
| 2004      | The Bernie Mac Show     | Wayne                            | Avsnitt: "Hair Jordan"                    |
| 2004      | LAX                     | Wayne                            | Avsnitt: "Abduction"                      |
| 2004      | Vänner                  | Biträde                          | Avsnitt: "The One with Princess Consuela" |
| 2005      | Arrested Development    | Studiovakt #1                    | Avsnitt: "Switch Hitter"                  |
| 2005      | Simma lugnt, Larry!     | Medlem #1                        | Avsnitt: "The End"                        |
| 2005–2013 | The Office              | Darryl Philbin                   | 119 avsnitt                               |
| 2007      | Halfway Home            | Mr. Brown                        | Avsnitt: "Halfway Working"                |
| 2009–2013 | The Cleveland Show      | LeVar "Freight Train" Brown      | Röst 17 avsnitt                           |
| 2009      | James Gunn's PG Porn    | Havana Bob                       | Avsnitt: "Helpful Bus"                    |
| 2009      | Reno 911!               | Levon French                     | Avsnitt: "Deputy Dance"                   |
| 2009-2012 | Eastbound & Down        | Reggie Macworthy Baseballspelare | 4 avsnitt                                 |
| 2011      | Love Bites              | Bowman                           | 2 avsnitt                                 |
| 2013      | Kroll Show              | Diverse roller                   | Avsnitt: "The Greatest Hits of It"        |
| 2014–2020 | Brooklyn Nine-Nine      | Doug Judy                        | 8 avsnitt                                 |
| 2014      | Mr. Robinson            | Craig Rice                       | Pilotavsnitt                              |
| 2017–     | Ghosted                 | Leroy Wright                     |                                           |